# Спутник (Краснодарский край)
Спутник — посёлок сельского типа в Северском районе Краснодарского края, входит в состав Черноморского городского поселения, население 134 человека на 2010 год.

## География
Посёлок примыкает с севера к автотрассе А146 Краснодар — Новороссийск, в 20 км к западу от райцентра. Через посёлок протекает река Бугай.
В посёлке находится железнодорожная станция Хабль, крупная промышленная зона: кирпичный завод, завод ЖБИ, зернохранилище, нефтебаза.
Ближайшие населённые пункты: Октябрьский в 400 м южнее и Черноморский в 1 км восточнее.
Высота над уровнем моря 64 м. В посёлке 4 улицы:
- ул. Вокзальная,
- ул. Железнодорожная,
- ул. Станция Хабль
- ул. Шоссейная.

## Население
| 2002 | 2010 |
| ---- | ---- |
| 160  | ↘109 |

## Транспорт
В населённом пункте расположена железнодорожная станция «Хабль» на линии Краснодар — Крымск, открытая в 1925 году.